# Aleksandr Goraszniak
Aleksandr Goraszniak (Poznań, 1916. december 17. – 1976. november 1.) lengyel nemzetközi labdarúgó–játékvezető. Egyéb megnevezés Antoni Gorączniak.

## Pályafutása

### Nemzeti játékvezetés
Játékvezetésből Poznańban vizsgázott. Vizsgáját követően a Poznańi Labdarúgó-szövetsége által üzemeltetett labdarúgó bajnokságokban kezdte sportszolgálatát. A Lengyel Labdarúgó-szövetség Játékvezető Bizottságnak (JB) minősítésével az Ekstraklasa játékvezetője. Küldési gyakorlat szerint rendszeres partbírói szolgálatot is végzett. A nemzeti játékvezetéstől 1965-ben visszavonult.

### Nemzetközi játékvezetés
A Lengyel labdarúgó-szövetség JB terjesztette fel nemzetközi játékvezetőnek, a Nemzetközi Labdarúgó-szövetség (FIFA) 1964-től tartotta nyilván bírói keretében. Több nemzetek közötti válogatott, valamint Bajnokcsapatok Európa-kupája klubmérkőzést vezetett, vagy működő társának partbíróként segített. A lengyel nemzetközi játékvezetők rangsorában, a világbajnokság-Európa-bajnokság sorrendjében többedmagával a 21. helyet foglalja el 1 találkozó szolgálatával. A nemzetközi játékvezetéstől 1965-ben búcsúzott. Válogatott mérkőzéseinek száma: 1.

## Statisztika

### Nemzetközi válogatott mérkőzése
| #  | Dátum               | Helyszín             | Hazai        | Eredmény | Vendég   | Kiírás       | Gólok | Esemény |
| -- | ------------------- | -------------------- | ------------ | -------- | -------- | ------------ | ----- | ------- |
| 1. | 1965. szeptember 5. | Budapest, Népstadion | Magyarország | 3 – 0    | Ausztria | vb-selejtező | -     |         |
|    | Összesen            |                      |              | 1        | mérkőzés |              |       |         |